# Harangvirágserleg
A harangvirágserleg vagy akley kupa, Agleibecher olyan talpas serleg, amelynek kuppája a harangvirág kelyhére emlékeztet. A nürnbergi ötvöscéhben a 16. században mesterremekként volt előírva, berlini és drezdai céhekben a 17. századtól számított annak. A kifejezést a szaknyelv kizárólag a nürnbergi típusra alkalmazza. Egy harangvirágserleget az Iparművészeti Múzeum is őriz.